# M1 (лёгкий танк)
M1 (англ. Combat Car M1) — лёгкий танк США 1930-х годов. Официально именовался «боевой машиной» или «бронеавтомобилем» (англ. Combat Car), поскольку создавался для кавалерии, а эксклюзивным правом на использование танков в то время обладала пехота. Был создан на основе лёгкого танка T5 в 1934—1935 годах, и серийно производился с 1935 по 1940 год. Всего было выпущено 148 единиц M1 в различных вариантах. Танки этого типа использовались до начала Второй мировой войны, исключительно для учебно-тренировочных целей, и в боевых действиях не применялись.

## История создания и производства
После окончания Первой мировой войны американская армия была существенно сокращена. В 1919 году американский танковый корпус был официально расформирован. С этого момента развитием танковых войск занимался непосредственно штаб Сухопутных войск США. Задача перед танками ставилась следующая: содействие непрерывному движению солдат во время атаки. Все усилия по созданию бронированных машин было направлено на разработку лёгких (максимум 5 тонн) и средних (максимум 15 тонн) танков. Вес танков был регламентирован в соответствии с грузоподъемностью американских военных мостов и сооружений. Так как США очень скудно финансировала создание танков для армии в течение 1920-х годов, то в год армия могла строить не более двух опытных образцов. В 1931 году одной из опытных машин был танк T1E4, который принял следующую компоновочную схему: в задней части танка располагался двигатель, спереди стояла трансмиссия и бортовая передача. Позднее эту компоновку брали как образец для последующих американских танков.
В 1927 году в США были созданы небольшие механизированные части, в состав которых входили лёгкие пехотные танки (лёгкий класс). Скорее всего, это было сделано с оглядкой на аналогичные английские танковые формирования. Но с приходом в 1930 году на должность начальника штаба армии США генерала Дугласа Макартура, политика механизации американских войск сильно изменилась. Он решил, что во время всеобщей механизации традиционная американская кавалерия, которая будет укомплектована броневиками и танками, может существенно повлиять на ход боя и развитие успеха. Теперь кавалерия США шаг за шагом оснащалась танками. В обход принятого акта о «Национальной обороне», новые кавалерийские танки стали называть «боевыми машинами». Официально вести работы по созданию танков могла лишь пехота США. В период с 1934 по 1935 год американские конструкторы создали ещё несколько опытных танков обозначающихся как T2, T2E1, T2E2. Все эти машины были созданы на основе моделей британской компании «Виккерс-Армстронг», ведь англичане серьёзно преуспели в танкостроении.
При разработке танков T2 конструкторам выдвинули требование: лёгкие танки для кавалерии нужно создавать на основе лёгких пехотных танков. Это было необходимо из экономических соображений. Параллельно с танком T2 велись разработки и создание танка Т5 (Рок-Айлендский арсенал). Отличались они подвеской: на Т5 стояла подвеска с вертикальными спиральными пружинами, на T2 стояла подвеска, состоящая из листовых полуэллиптических пружин. Позже танк Т5 был модернизирован и получил название T5E2, также он был известен как M1. В 1937 году эту машину приняли на вооружение кавалерии. Танк получился довольно неплохим для тех лет: максимальная скорость составляла 45 км/ч, масса - 9,7 тонн, экипаж состоял из 4 человек. На вооружении танк имел два пулемёта (12,7 мм и 7,62 мм) в башне, один (7,62 мм) пулемёт в лобовом листе. Позднее была создана модификация M2, которая имела направляющее колесо (для улучшения проходимости и увеличения длины опорной поверхности).
Летом 1940 года армия США, в связи с напряжённой политической обстановкой в мире, решает формировать новые танковые войска. Теперь в армии не было различий между кавалерией и танковыми частями пехоты. Танки M1 и M2 приняли на вооружение и переименовали в M1A1 и M1A2.
Хоть эти танки и не получили боевого применения во Второй мировой войне, в Форт-Ноксе их всё же использовали в качестве учебных. Опыт, полученный при создании танков M1A1 и M1A2, очень помог конструкторам при создании следующих поколений американских танков.

## Модификации
- Combat Car M1 (позднее Light Tank M1) — базовая версия с бензиновым двигателем двигателем W-670, выпускалась в трёх вариантах, различавшимся комбинациями вооружения. Выпущено 90 единиц (1935 — 41, 1936 — 19, 1937 — 30).
- Combat Car M2 (позднее Light Tank M1A2) — версия с дизельным двигателем «Гайберсон» T-1020 и изменённой конструкцией корпуса. Выпущено в 1938 году 24 единицы.
- Combat Car M2 (позднее Light Tank M1A1) — версия с двигателем W-670, но изменённой трансмиссией и подвеской. Изготовлено в 1940 году 34 единицы.

## Машины на базе M1
Howitzer Motor Carriage T3 — самоходная гаубица на шасси M1, вооружённая 75-мм орудием в полностью бронированной рубке. Был построен единственный образец, который был отвергнут армией по результатам испытаний, из-за чрезмерной тесноты рубки.